# Trương Thiên Tích
Trương Thiên Tích (giản thể: 张天锡; phồn thể: 張天錫; bính âm: zhāng Tiānxí) (346–406), tên tự ban đầu là Công Chuẩn Hỗ (公純嘏), sau này là Chuẩn Hỗ (純嘏), biệt danh Độc Hoạt (獨活), hay Tây Bình Điệu công (西平悼公), là người cai trị cuối cùng của nước Tiền Lương trong lịch sử Trung Quốc. Ông là con trai út của Trương Tuấn, ông đoạt lấy ngôi vị từ người cháu trai Trương Huyền Tịnh vào năm 363. Dưới thời ông cai trị, ông tuyên bố làm chư hầu của cả nhà Tấn và Tiền Tần, song cuối cùng, dưới sức ép của Tiền Tần nhằm buộc ông hoàn toàn khuất phục, ông đã cố chống lại bằng quân sự song đã phải đầu hàng vào năm 376, Tiền Lương diệt vong. Ông trở thành một quan lại của Tiền Tần (với tước hiệu Quy Nghĩa hầu (歸義侯)), song sau thất bại của Tiền Tần trước Tấn trong trận Phì Thủy, ông đã chạy trốn đến Tấn. Mặc dù triều đình Đông Tấn không hài lòng về một số hành động của ông khi còn cai trị Tiền Lương (bao gồm việc dao động và sử dụng niên hiệu riêng), song đã công nhận việc tổ tiên ông đã có một thời gian dài làm chư hầu của Tấn, và Tấn Hiếu Vũ Đế đã phục vị cho ông tước hiệu Tây Bình công. Ông mất năm 406, 30 năm sau khi Tiền Lương diệt vong.

## Đầu đời
Trương Thiên Tích sinh năm 346, cùng với năm phụ thân Trương Tuấn qua đời, không rõ ông được sinh ra trước hay sau thời điểm đó. Mẹ của ông là một người thiếp của Trương Tuấn, Lưu mỹ nhân
Sử sách không biết nhiều về cuộc sống đầu đời của Trương Thiên Tích ngoại trừ việc năm 354, khi huynh trưởng của ông là Trương Tộ chính thức tuyệt giao với nhà Tấn, Trương Tộ đã phong tước hầu cho ông. Dưới thời cai trị của Trương Tộ hoặc của cháu trai Trương Huyền Tịnh, Trương Thiên Tích đã đến kinh thành Kiến Khang của Đông Tấn, vào khi đó ông bắt đầu có tên tự không chuẩn, gồm tới ba chữ "Công Chuẩn Hỗ", vì vậy ông đã bỏ chữ đầu "Công" và tự của ông trở thành Chuẩn Hỗ.

## Nhiếp chính của Trương Huyền Tịnh
Trương Huyền Tịnh đã có nhiều nhiếp chính, lần lượt lật đổ nhau. Năm 361, nhiếp chính Tống Hỗn qua đời và lên thay thế là Tống Trừng (宋澄), sau đó người này bị tướng Trương Ung (張邕) lật đổ và giết hại. Trương Ung và Trương Thiên Tích sau đó làm đồng nhiếp chính.
Sau khi trở thành người nhiếp chính, Trương Ung trở nên kiêu ngạo, vô luân, và độc đoán, ông ta thường giết hại các quan lại, khiến cho tầng lớp quý tộc và quan lại phải sợ hãi. Thuộc cấp của Trương Thiên Tích là Lưu Túc (劉肅), đã so sánh Trương Ung với Trương Tộ, thuyết phục ông rằng nên hành động chống lại Trương Ung, và đến năm 361, Trương Thiên Tích đã lệnh cho Lưu Túc và một thuộc hạ khác là Triệu Bạch Câu (趙白駒) đi ám sát Trương Ung song việc không thành. Trương Ung sau đó tập hợp binh sĩ và tấn công Trương Thiên Tích, song Trương Thiên Tích đã thuyết phục quân của Trương Ung rằng ông ta đã giết hại cả gia tộc họ Tống và rằng tiếp theo Trương Ung sẽ tàn sát toàn bộ hoàng tộc. Quân của Trương Ung nghe vậy đã bỏ rơi ông ta, và Trương Ung sau đã tự sát. Gia tộc của Trương Ung bị thảm sát, và Trương Thiên Tích trở thành người nhiếp chính duy nhất. Trương Thiến Tích chấm dứt việc sử dụng niên hiệu của Tấn Mẫn Đế là Kiến Hưng để sử dụng niên hiệu hiện tại của nhà Tấn, thể hiện mối quan hệ thân thiết hơn với triều đại này.
Năm 363, Mã thái hậu, bà nội của Trương Huyền Tịnh và là mẹ của Trương Trọng Hoa mất, Trương Huyền Tịnh đã phong mẹ mình, Quách phu nhân, làm thái hậu. Bà lo ngại về việc Trương Thiên Tích độc đoán, và đã âm mưu cùng đại thần Trương Khâm (張欽) giết chết Trương Thiên Tích, song tin tức đã bị lộ, Trương Khâm và những đồng mưu bị giết. Trương Huyền Tịnh trở nên lo sợ và nhường lại ngai vàng cho Trương Thiên Tích, song ông đã từ chối. Tuy nhiên một tháng sau đó, ông đã lệnh cho Lưu Túc đem một đội quân vào cung để ám sát vị tiểu hoàng đế mới 13 tuổi, song sau đó lại tuyên bố Trương Huyền Tịnh chết bệnh. Trương Thiên Tích lên ngôi. Ông phong cho mẹ mình, Lưu mỹ nhân, làm thái hậu, và ông ngay lập tức trở lại làm một hạ thần của nhà Thần với tước hiệu Tây Bình công, và cho thả sứ thần Tấn là Du Quy (俞歸), người bị Trương Trọng Hoa giam giữ vào năm 347 sau khi từ chối cấp cho ông ta tước hiệu Lương Vương.

## Trị vì
Triều đại của Trương Thiên Tích được một tả là đầy tùy tiện, ông dường tin theo Lưu Túc, Triệu Bạch Câu, và những người tin cẩn khác, song không ai trong số họ lớn hơn 20 tuổi lúc ông lên ngôi. Ông thậm chí còn chính thức nhận Lưu Túc và Lương Cảnh (梁景) làm con trai, mặc dù họ xấp xỉ tuổi ông. Các tướng có kinh nghiệm bị xúc phạm trước các sự việc này, họ không dám công khai thách thức ông song đã không còn lòng trung quân.
Năm 364, Phù Kiên, hoàng đế Tiền Tần, đã trao cho Trương Thiên Tích tước hiệu giống như của nhà Tấn, Trương Thiên Tích đã không từ chối, Tiền Lương do vậy mặc nhiên trở thành chư hầu của Tiền Tần. Tuy nhiên, năm 366, ông đã cử sứ thần đến biên giới với Tiền Tần, tuyên bố chấm dứt quan hệ giữa hai nước.
Cuối năm đó, Lý Nghiễm (李儼), một quân phiệt đã cát cứ Lũng Tây quận (隴西, nay tương ứng với Định Tây, Cam Túc) và trở thành một chư hầu của Tiền Tần song cũng duy trì liên lạc với Tiền Lương, đã chính thức tuyên bố độc lập và cắt đứt quan hệ với Tiền Tần và Tiền Lương, chiếm thêm các quận xung quanh. Đầu năm 367, Trương Thiên Tự đích thân tiến đánh Lý Nghiễm và đoạt được một số thành. Lý Nghiễm trở nên lo sợ và cáo lỗi với Tiền Tần nhằm tìm kiếm trợ giúp. Thừa tướng của Tiền Tần là Vương Mãnh đã dẫn quân đế giải vây kinh thành Phù Hãn (枹罕, nay thuộc Lâm Hạ, Cam Túc), quân của Vương Mãnh và Trương Thiên Tích lâm vào thế bí tại Phù Hãn. Vương Mãnh đề xuất một thỏa hiệp, trong đó Trương Thiên Tích được phép bắt dân của Lý Nghiễm đem về Tiền Lương, còn Vương Mãnh sẽ đưa Lý Nghiễm về phía đông. Trương Thiên Tích chấp thuận, một cuộc đối đầu lớn với Tiền Tần đã được ngặn chặn.
Năm 371, sau khi tiêu diệt Tiền Yên năm 370, Phù Kiên đã cử sứ thần Lương Thù (梁殊) và Diêm Phụ (閻負) đến Tiền Lương, cùng với tướng Tiền Lương bị bắt giữ trước đó là Âm Cứ (陰據) và một lá thư của Vương Mãnh, trong đó Vương Mãn đe dọa Trương Thiên Tích phải khuất phục. Bị choáng ngợp trước sự thể hiện về mặt quân sự của Tiền Tần, Trương Thiên Tích trở nên lo sợ và đã tạ lỗi, một lần nữa khuất phục và trở thành chư hầu của Tiền Tần. Tuy nhiên, đến cuối năm, lo sợ trước việc Tiền Tần có một số quân lớn ở biên giới với Tiền Lương, ông cho xây một bệ thờ ở phía tây của kinh thành Cô Tang (姑臧, nay thuộc Vũ Uy, Cam Túc) và lệnh các thuộc cấp phải tuyên thệ trung thành với mình và với nhà Tấn, và sau đó thỉnh cầu đại tướng Hoàn Ôn của Tấn hợp sức tấn công Tiền Tần. Không rõ phản ứng của Hoàn Ôn, song chiến dịch đã không bao giờ được thực hiện.
Trước mối đe dọa từ Tiền Tần, Trương Thiên Tích trở nên ám ảnh với mỹ tửu hơn trước, bỏ qua việc trị quốc. Ông cũng phế bỏ thế tử của mình, Trương Đại Hoài (張大懷) và lập con trai của thê Tiêu thị, Trương Đại Dự (張大豫) làm thế tử. Trong một lần bị ốm, ông nói với hai thê tử sùng ái, rằng họ nên ghi nhờ ông đã sủng ái họ như thế nào. Khi ông ốm nặng và đứng bên bờ cái chết, hai người này đã tự tử. Ông sau đó hồi phục và cho chôn cất họ một cách vinh dự.
Năm 376, Phù Kiên quyết định cố gắng chinh phục hoặc đe dọa Trương Thiên Tích khuất phục hoàn toàn. ông ta cử đại quân với 13 vạn lính, do tướng Cẩu Trường (苟萇) chỉ huy tiến đến lãnh địa của Trương Thiên Tích, song trước đó đã cử Lương Thù và Diêm Phụ một lần nữa thuyết phục Trương Thiên Tích khuất phục hoàn toàn và chính thức đến thăm kinh thành Trường An. Trương Thiên Tích tin rằng mình sẽ không bao giờ được phóng thích nếu đến Trường An nên đã quyết định chống lại, và ông đã hành quyết một cách tàn nhẫn Lương và Diễm bằng cách lệnh cho các triều thần bắn tên vào họ, tuyên bố, "Nếu các ngươi không thể bắn trúng họ, các ngươi sẽ thể hiện rằng các ngươi không có trái tim giống như ta." Ông cử vị tướng có kinh nghiệm là Mã Kiến (馬建) đi chống quân Tiền Tần, song Mã vốn đã không hài lòng về cách Trương Thiên Tích cai trị, đã đầu hàng quân Tiền Tần. Các đội quân khác mà Trương Thiên Tích cử đi đều thất bại trước quân Tiền Tần, và đội quân cuối cùng do Thường Cứ (常據) chỉ huy đã bị tiêu diệt. Đích thân Trương Thiên Tích đã lãnh đạo một đội quân đến giao chiến, song Cô Tang đã sớm xảy ra nổi loạn sau khi ông rời khỏi. Ông trở nên lo sợ và quay về Cô Tang rồi sau đó đầu hàng. Tiền Lương diệt vong.

## Sau khi Tiền Lương diệt vong
Phù Kiên tha cho Trương Thiên Tích và ban cho ông một chức vụ cấp trung, phong cho ông làm Quy Nghĩa hầu. (Trước khi chiến dịch bắt đầu, Phù Kiện cũng đã bắt đầu xây một dinh thự cho Trương Thiên Tích ở Trường An, và lúc Trương đầu hàng, dinh thự đã hoàn tất.)
Năm 383, Trương Thiên Tích đã phục vụ cho Phù Kiên khi quân Tiền Tần đang cố tiêu diệt Đông Tấn, song đã bại trận trong trận Phì Thủy trước quân Tấn. Trương Thiên Tích nhân cơ hội này để đào thoát đến Tấn cùng với các tướng Tấn bị bắt giữ là Chu Tự (朱序) và Từ Nguyên Hỉ (徐元喜). (Con trai Trương Đại Dự của ông không thể chạy trốn cùng, sau đó đã cố tái lập Tiền Lương, song đã thất bại và bị giết dưới tay người sáng lập Hậu Lương Lã Quang vào năm 387.) Tấn Hiếu Vũ Đế phong ông làm một quan bậc trung và phục hồi tước hiệu Tây Bình công cho ông, tưởng nhớ đến lòng trung thành của tổ tiên ông. Ông được biét đến với tài văn chương, song các quan Tấn phần lớn coi thường ông do đã để mất nước và bị Tiền Tần bắt. Vào một số thời điểm, trạng thái tinh thần của ông bắt đầu xấu đi và không còn có được các chức vụ quan trọng. Lúc đó, Tư Mã Nguyên Hiển, anh em họ của Tấn An Đế, đang nắm quyền và ông thường gọi Trương Thiên Tích đến để mua vui, song khi thấy hoàn cảnh của Trương Thiên Tích nên đã phong cho ông làm thái thú tại một quận. Sau khi Hoàn Huyền lật đổ Tư Mã Nguyên Hiển, ông muốn sử dụng danh tiếng của gia đình họ Trương để phục vụ cho mục đích quân sự, vì vậy đã phong cho Trương Thiên Tích làm thứ sử Lương Châu (涼州, trung bộ và đông bộ Cam Túc, tức lãnh địa của Tiền Lương, song lúc đó nhà Tấn không kiểm soát vùng này). Trương Thiên Tích mất năm 406.